# De Oeteldonksche Club van 1882
De Oeteldonksche Club van 1882 is een vereniging die tot doel heeft de organisatie en instandhouding van het Oeteldonkse carnaval, zoals dat sinds 1882 in 's-Hertogenbosch wordt gevierd.

## Historie
De Oeteldonksche Club van 1882 werd opgericht op 1 oktober 1882 in Café Plaats Roijaal te 's-Hertogenbosch. Eerder dat jaar, op 20 februari 1882, kwam de "burgervaojer" van Oeteldonk (Peer vaan den Muggenheuvel tot den Bobberd) voor het eerst aan in "zijn" plattelandsdorp.
In de eerste decennia van haar bestaan kreeg de Oeteldonksche Club nog enige concurrentie van andere "plattelandsgemeenten", waaronder de Dommelclub en de Polderclub. Deze carnavalsdorpen waren na de Eerste Wereldoorlog alweer verdwenen. Sindsdien is de Oeteldonksche Club de enige organisatie die belangrijke algemene carnavalsevenementen zoals de Intocht (zondag), Optocht (maandag) en Keinderoptocht (dinsdag) organiseert. Naast de Oeteldonksche Club zijn er ongeveer 150 carnavalsverenigingen in Oeteldonk, die elk op hun eigen wijze ook een belangrijke steen bijdragen aan het Oeteldonkse carnaval.
Na decennialang als vereniging te hebben bestaan, werd de Oeteldonksche Club in 1971 omgezet in een stichtingsvorm. Toen werden ook instituten toegevoegd, die de organisatie een democratischer karakter moesten geven, zoals het Boerenparrelement, dat als een soort inspraakorgaan moest fungeren. In 1968 was door samenwerking van de carnavalsverenigingen al de Federatie van Carnavalsverenigingen van 1968 ontstaan. De genoemde stichting en federatie zijn op 1 juni 2006 gefuseerd tot de Vereniging "Oeteldonksche Club van 1882".

## Organisatie
De Oeteldonksche Club is een vereniging, welke rechtsvorm leden kent. De Oeteldonksche Club heeft als organen:
- het Boerenparrelement;
- de Ministerraad;
- Ministeries;
- de Raad van State;
- de algemene vergadering van clubkes.

## Boerenparrelement
Het Boerenparrelement is het orgaan waarin de leden van de vereniging worden vertegenwoordigd. Het Boerenparrelement heeft het recht om, op voordracht van de Ministerraad, de Ministers te benoemen en bestaat volgens de statuten uit 55 leden. Dit aantal wordt misschien op korte termijn verlaagd. Het Boerenparrelement wordt eenmaal in de vier jaar gekozen door de leden van de Oeteldonksche Club.

## Ministerraad
De Ministerraad is het algemeen bestuur van de Oeteldonksche Club en bestaat uit 11 leden. De voorzitter heet "Minister-President" en de overige leden worden "Minister" genoemd. Het Dagelijks Bestuur wordt gevormd door de Minister-President, de vice-Minister-president, de Minister van Secretariaat, de Minister van Financiën en de Minister van Verenigingszaken.
Er zijn elf ministeries:
- Het Ministerie van Algemene Zaken wordt bestuurd door de Minister-President en houdt zich, zoals de naam zegt, bezig met algemene zaken, zoals huisvesting, externe contacten en representatie.
- Het Ministerie van Secretariaat houdt zich bezig met het voeren van correspondentie en alle andere administratieve handelingen.
- Het Ministerie van Financiën waakt over de schatkist van Oeteldonk.
- Het Ministerie van Verenigingszaken behartigt de belangen van de bij de Oeteldonksche Club aangesloten carnavalsverenigingen.
- Het Ministerie van Protocol houdt zich bezig met de instandhouding van het Oeteldonkse protocol, de soms al meer dan 125 jaar bestaande tradities en ceremonies.
- Het Ministerie van Kwekfestijn en Optocht organiseert onder meer het jaarlijkse liedjesfestival (Kwekfestijn) en de Grote Optocht op carnavalsmaandag.
- Het Ministerie van Jeugdzaken organiseert activiteiten voor de jeugdige Oeteldonker, waaronder de Keinderoptocht op dinsdag, de Keinderkwek en vele activiteiten waarbij de Jeugdprins acte de présence geeft.
- Het Ministerie van Fondsenwerving houdt zich bezig met het vergaren van onder meer sponsorgelden en met merchandising en ledenwerving.
- Het Ministerie van Pers, Publiciteit en Communicatie heeft een voorlichtende taak en verzorgt onder meer de website van de Oeteldonksche Club, het verenigingsblad Blurb, het jaarlijkse Carnavalsprogramma, het programma van de Grote Optocht en het voorlichtingsboekje Zo zit dè in Oeteldonk.
- Het Ministerie van Technische Zaken (TMOC) voert het beheer en onderhoud van de roerende zaken die de Oeteldonksche Club bezit (waaronder koetsen, banieren, decors en wagens) en zorgt daarnaast voor de onthulling en begrafenis van het standbeeld van Knillis, de Stichter van Oeteldonk. Ook zorgt dit ministerie ervoor dat Oeteldonk tijdens carnaval uitbundig versierd is.
- Het XIe Ministerie Oeteldonk Creatief organiseert de Intocht op zondag en neemt daarnaast initiatieven met betrekking tot creatieve uitingen in Oeteldonk.

### Bron
- Zo zit dè in Oeteldonk, een uitgave van het Ministerie van Pers, Publiciteit en Communicatie van de Vereniging Oeteldonksche Club van 1882, samenstelling: Rob van de Laar, 's-Hertogenbosch, 2007.